# Tótkelecsény
Tótkelecsény (szlovákul: Slovenské Kľačany) község Szlovákiában, a Besztercebányai kerületben, a Nagykürtösi járásban.

## Fekvése
Nagykürtöstől 14 km-re északkeletre, a Tiszovnyik partján fekszik.

## Története
1379-ben "Kelechen" néven említik először. A divényi váruradalom része volt, majd a 17. századtól a Madách család birtoka. 1715-ben 14, 1720-ban 9 háztartása létezett. Később a Baross, a Zichy és a Forgách családok a főbb birtokosai. 1828-ban 32 házában 223 lakosa élt. Lakói mezőgazdasággal és állattartással foglalkoztak. Később idénymunkákkal foglalkoztak és a környék bányáiban, üzemeiben dolgoztak.
Fényes Elek szerint "Tót-Kelecsény, tót falu, Nógrád m. 32 kath., 191 evang. lak., és egy urasági kőépülettel. A Madách fam. öröksége volna, de most gróf Zichy Károly örökösei birják. Ut. post. Szakál."
Nógrád vármegye monográfiájában "Tótkelecsény. A Sztregova-patak mentén fekvő kisközség. Házainak száma 45, lakosaié 221, a kik leginkább tótok és evangélikus vallásúak. Postája: Alsósztregova, távírója és vasúti állomása Nógrádszakal és vasuti megállóhelye Rárós-puszta. E helységről csak a XVII. század elejétől kezdve vannak adataink. 1660-ban a divényi uradalomhoz tartozott. 1715-ben nemes községként szerepel az összeírásban. Ekkor kilencz magyar és négy tót háztartását vették fel, 1720-ban pedig három magyar, négy német és két tót háztartását. A XVIII. század első felében a Madách család, 1770-ben Baross József és György voltak a földesurai. 1826-ban gróf Zichy Károly birtokában találjuk és később gróf Forgách Antal birtokába kerűlt. Jelenleg Janssen Ernő a legnagyobb birtokosa s az övé az emeletes kastély is, melyet a Baross család a XVIII. század második felében építtetett s a mely azután a gróf Zichy család, majd gróf Forgách Antal birtokába került. 1873-ban itt is a kolera pusztított. A községhez tartozik Podluzsánka-puszta."
A trianoni békeszerződésig Nógrád vármegye Gácsi járásához tartozott.

## Népessége
| Év:            | 1994. | 2004.   | 2014.   | 2024.    |
| -------------- | ----- | ------- | ------- | -------- |
| Emberek száma: | 172   | 165     | 158     | 176      |
| Eltérés:       |       | -4,06 % | -4,24 % | +11,39 % |

| Év:            | 2023. | 2024.   |
| -------------- | ----- | ------- |
| Emberek száma: | 175   | 176     |
| Eltérés:       |       | +0,57 % |

1910-ben 261, többségben szlovák anyanyelvű lakosa volt, jelentős magyar kisebbséggel.
2001-ben 154 lakosából 145 szlovák volt.
2011-ben 158 lakosából 151 szlovák volt.

## Külső hivatkozások
- Községinfó
- Tótkelecsény Szlovákia térképén
- E-obce.sk Archiválva 2008. december 13-i dátummal a Wayback Machine-ben